# Občina Solčava
Občina Solčava je jednou z 212 občin ve Slovinsku. Nachází se v Savinjském regionu v historické zemi Dolní Štýrsko. Občinu tvoří 4 sídla, její rozloha je 102,8 km² a k 1. 1. 2017 zde žilo 521 obyvatel. Správním střediskem je vesnice Solčava.

## Geografie
Občina se rozkládá na severu Slovinska, její hornaté území tvoří Kamnicko-Savinjské Alpy. Nejvyšší horou je Planjava (2 394 m n. m.), jejíž vrchol však leží za hranicí občiny. V západní části v Logarské dolině vzniká soutokem potoků Jezera a Črna řeka Savinja, levostranný přítok Sávy.

## Členění občiny
Občinu tvoří sídla: Logarska Dolina, Podolševa, Robanov Kot, Solčava.

## Okolí občiny
Na západě a severu sousedí s rakouským městysem Eisenkappel-Vellach. Sousedními občinami jsou: Črna na Koroškem na severovýchodě, Luče na jihovýchodě a jihu, Kamnik na jihu a Jezersko na západě.

## Zajímavosti
- Jezersko-solčavská ovce
- Bukovnikova farma – nejvýše položená farma ve Slovinsku (1327 m n. m.)